# Петър Ангеловски (сценограф)
 Тази статия е за сценографа.  За биолога вижте Петър Ангеловски (биолог).  
Петър Ангеловски (на македонска литературна норма: Петар Ангеловски) е виден сценограф от Република Македония.

## Биография
Роден е в 1931 година в Битоля, тогава в Кралство Югославия. От 1960 година работи в Битолския театър, като първи постоянен сценограф. Автор е на над 200 сценографии, в които са застъпени македонската, югославската и световната драматургия: „Печалбари“ от Антон Панов, „Чекор до есента“ от Томе Арсовски, „Окървавен камен“ Васил Ильоски, „Едип цар“ на Софокъл, „Хамлет“ от Шекспир, „Севилският бръснар“ от Бомарше и други. В 1983 година в рамките на тетаралните игри „Войдан Чернодрински“ е направена изложба на негови макети и сценографски скици.